# ダッキー・ソット
ダッキー・ソット（Duckie Thot、1995年10月23日 - ）は、南スーダン系オーストラリア人のファッションモデル。2023年現在ニューヨーク市ブルックリン区を拠点に活動。名前のカタカナ表記はCOSMOPOLITANに従う。

## 経歴
両親は南スーダンのヌエル族。出生名Nyadak Thot。これは姓・名共にヌエル語である。1994年、第二次スーダン内戦を避けてオーストラリアに移住。この時、ダッキーは母の胎内にいた。1995年10月23日、シドニーに生まれる（メルボルン生まれとする資料もある）。メルボルンで育つ。
学校の同級生や教師は出生名のNyadak Thotをうまく発音できなかった。このため、彼女はモデル活動をするにあたってDuckieというニックネームで呼ばれることを好む（6歳のときから公式にDuckieと名乗っている）。2013年、Maranatha Christian School卒業。
姉のNikki Perkinsがモデル及びYouTuberとして活動していたことがきっかけでダッキーはモデル業界と関りを持つ。姉の勧めでオーディションを受け、2013年7月9日、オーストラリアのリアリティーショーAustralia's Next Top Modelの第8サイクルに出演開始。最終的に脱落するが、総合Top3に残る。
2016年、David Jonesのランウェイを歩いてオーストラリア国内におけるモデルのキャリアを開始。しかしオーストラリアでは有色人種のモデルにはチャンスが与えられることもなく、仕事を取るのは困難と感じていた。そこで、米国での成功を求めてニューヨークのブルックリンに移住することを決断した。モデル事務所と面接のアポを取った後ニューヨークに飛んだダッキーは、複数の事務所から契約のオファーを受けるが、最終的にニューヨーク・モデル・マネジメントと契約した。
この時期のダッキーのキャリアに特筆すべき貢献をした人物にカニエ・ウェストが挙げられる。ある日ダッキーがニューヨークで行われたキャスティングを終えると、ウェストのアシスタントが通りまで追いかけてきてすぐにウエストに会ってくれるよう頼んだ。そして、その日のうちに雑誌の表紙を撮影することになった。Yeezy Spring/Spummer 2017のキャットウォークを歩いたのが国際的なショーに出演した最初である。
2018年以降、 L'Oreal Parisの広報大使。Fenty x Puma, Fenty Beauty, Moschino, Balmain, Oscar de la Rentaのキャンペーンにも参加。2018年のピレリのカレンダーはTim Walkerの撮影で『不思議の国のアリス』を再現したもので、登場人物の大部分を黒人モデルが占めるが、ダッキーはアリス役で登場。ピレリと仕事をする前には、関係者が肌の色に配慮しないことが多かったため、撮影の際には自らメイクをすることが多かったと本人の証言が残っている。この年の12月、ヴィクトリアズ・シークレットのランウェイを歩く。
2019年、TATRASの2019-20秋冬キャンペーンのモデルに起用される。
2022年、Sports Illustrated Swimsuitのルーキーとしてデビュー。

## その他
南スーダンからオーストラリアに来たことで、両親は自分たちがディアスポラであると自覚し、南スーダンの文化を熱心に日常生活に取り入れた。母国語で会話し、伝統的な食べ物を食べ、南スーダンの教会に通った。また、南スーダンの文化に由来する娯楽を楽しんだりもした。
ダッキーはBlack Barbieというニックネームで呼ばれ、その名前に誇りを持っているが、本人によると自分はまだ完璧ではない。